# Reuzenheide
De Reuzenheide is een fictief gebied in Midden-aarde uit de werken van J.R.R. Tolkien.
In het noorden van Eriador ligt tussen Angmar en Rhudaur het afgelegen en wilde gebied de Reuzenheide. Naast dat het gebied door reuzen werd bevolkt komen er ook trollen en andere gevaren vandaan, die de bevolkte gebieden en de Grote Oosterweg tussen Lindon en Imladris, meer naar het zuiden, bedreigden.